# Trzciana (Mielec)
Pour les articles homonymes, voir Trzciana (homonymie).
Trzciana est une localité polonaise de la gmina de Czermin, située dans le powiat de Mielec en voïvodie des Basses-Carpates.